# Ludwig Spiegel
Ludwig Spiegel (31. března 1864 Rychnov nad Kněžnou – 14. srpna 1926 Mariánské Lázně) byl československý vysokoškolský učitel a politik německé národnosti. Byl meziválečným senátorem Národního shromáždění ČSR za liberální Německou demokratickou svobodomyslnou stranu.

## Biografie
Byl synem německožidovského advokáta. Narodil se v Rychnově nad Kněžnou, kde rodina jeho otce působila dlouhodobě jako podnikatelé v textilním průmyslu. V mladém věku ale přísídlil do Prahy, která byla jeho domovem až do smrti. Vystudoval německou univerzitu v Praze a v roce 1893 se habilitoval jako docent práva. Jeho prvním působištěm ale byl finanční úřad. Roku 1911 se stal řádným profesorem. V školním roce 1914/1915 byl děkanem právnické fakulty německé univerzity v Praze. Specializoval se na ústavní a správní právo. Vyjadřoval se k státoprávním otázkám, včetně soužití Čechů a Němců. Prosazoval národnostní autonomii a odmítal odnárodňovací tendence. Zemřel při léčebném pobytu v Mariánských Lázních.
V parlamentních volbách v roce 1920 získal za Německou demokratickou svobodomyslnou stranu (DDFP) senátorské křeslo v Národním shromáždění. V senátu setrval do roku 1925.
Povoláním byl profesorem Německé univerzity v Praze. Vyučoval na právnické fakultě. Pro akademický rok 1926/1927 byl zvolen rektorem Německé univerzity v Praze. Byl židovského původu. Jeho dcera Käthe Spiegelová (1898–1940/1941) působila jako historička a aktivistka za ženská práva.